# Turkestanska Autonomna Sovjetska Socijalistička Republika
Turkestanska Autonomna Sovjetska Socijalistička Republika postojala je u razdoblju od 30. travnja 1918. do 27. listopada 1924. godine. Ustanovljena je nedugo nakon Oktobarske revolucije od srednjoazijskog Turkestanskog kraja bivše carske Rusije. Glavni joj grad bio Taškent, a prema popisu iz 1920. imala je 5,32 milijuna stanovnika.
Godine 1924. republika je podijeljena na Tadžičku SSR (današnji neovisni Tadžikistan), Turkmensku SSR (danas Turkmenistan), Uzbečku SSR (danas Uzbekistan), Kara-kirgisku autonomnu oblast (danas Kirgistan) i Karakalpačku autonomnu oblast (danas Karakalpakstan, autonomna republika u Uzbekistanu). 